# ロレンツォ・トネッリ
ロレンツォ・トネッリ（Lorenzo Tonelli，1990年1月17日 - ）は、イタリア・フィレンツェ出身の元サッカー選手。現役時代のポジションはDF。

## 経歴
セリエBに当時所属していたエンポリFCでキャリアを始めた。2010-11シーズンから正式契約を結び、2012年にマウリツィオ・サッリが監督に就任するとセンターバックの主力として起用された。2013-14シーズンにはセリエBで2位につけるチームの原動力となりクラブのセリエA昇格に貢献した。
2015年4月26日、アタランタBC戦で相手選手のヘルマン・デニスに殴られた後、デニスを脅迫したとして1試合の出場停止処分を科せられたが、証拠不十分で凍結された。なおデニスは5試合の出場停止処分を科されている。
2016年5月23日、恩師マウリツィオ・サッリの誘いを受けSSCナポリと契約を結んだ。移籍金は1000万ユーロとみられている。
2018年8月17日、UCサンプドリアへレンタル移籍。
2020年1月23日、UCサンプドリアへ買取義務のレンタル移籍が発表された。2022年6月30日までの契約を結んだ。
2021年8月27日、古巣のエンポリへの復帰が決まり、2年契約を結んだ。

## エピソード
- 2017-18シーズンにセリエAで優勝したユヴェントスFCに所属するジョルジョ・キエッリーニの「相手をリスペクトしない者は、のちにその対価を払うことになる。彼らは余計なことをしゃべり、お祭りをするのが早すぎた」という発言に対し「勝者が勝利ではなく、敗者のことを考えているなら、苦しみぬいた勝利だったということ。途中、『ダメかもしれない』と思っていたはずだ」とインスタグラムでコメントした[6]。